# Kvantelektrodynamik
Kvantelektrodynamik (QED efter engelska Quantum electrodynamics) är en fysikalisk teori grundad på kvantmekanik och elektrodynamik som kan sägas vara en tillämpning av kvantfältteori på elektromagnetiska fält. Teorin utvecklades av bland andra Richard Feynman, Shinichiro Tomonaga och Julian Schwinger. Dessa tre fick för detta nobelpriset i fysik 1965.

## Historik
Under 1940-talet hade Feynman, Schwinger och Tomonaga var för sig lyckats visa att elektromagnetismen kunde skrivas som en fullgod kvantteori. 1949 visade Freeman Dyson att Feynmans grafiska metod gav samma resultat som Schwinger och Tomonagas operatorformalism. Problemet var att enligt den relativistiska kvantmekaniken kan partiklar skapas om man har tillräckligt med energi. Detta betyder att då man sprider en elektron mot en annan elektron kan man skapa t.ex. ett extra elektron-positronpar. Har man inte tillräckligt med energi kan man ändå skapa dem virtuellt, eftersom Heisenbergs osäkerhetsprincip säger att så länge detta par lever tillräcklig kort tid kan det skapas. Detta betyder att man måste behandla teorin som en mångpartikelteori, en kvantfältteori, där man kan skapa ett godtyckligt antal partiklar så länge detta inte strider mot osäkerhetsprincipen. 
Feynman beskrev detta med sina berömda Feynmandiagram. Varje process kan i en störningsutveckling skrivas som en oändlig serie av allt mer komplicerade diagram. I den N:e ordningen finns det ungefär N! olika diagram. Alla diagram utom den lägsta ordningen beskrivs av oändliga integraler som måste renormeras, dvs göras ändliga, för att man skall få någon mening i teorin. Vad de tre ovan visade var att alla dessa oändligheter kunde klassificeras i tre klasser och genom att låta elektronmassan, elektronladdningen och vågfunktionens normering vara obestämda kunde alla diagram renormeras. 
De tre storheterna kunde sedan bestämmas experimentellt. Detta var en stor vetenskaplig framgång som gjorde att teori stämmer med experiment med upp till elva decimalers noggrannhet. Man trodde på 1950-talet att det skulle vara en öppen väg att också finna kvantfältteorier som beskrev de andra fundamentala växelverkningarna. Detta stötte dock omgående på patrull. För den starka kärnkraften föreslog man en teori som verkligen var renormerbar men utvecklingsparametern, som måste vara liten för att de skall fungera, visade sig vara större än ett.
–

## Matematisk formulering

### Lagrangian
Matematiskt är kvantelektrodynamik en abelisk gaugeteori med symmetrigruppen U(1), definierad på Minkowskirummet (platt rumtid). Gaugefältet, som medlar interaktionen mellan de laddade spinn-1/2 fälten, är det elektromagnetiska fältet. Kvantelektrodynamikens Lagrangian för ett spinn-1/2 fält som interagerar med det elektromagnetiska fältet i naturliga enheter ges av:
{\displaystyle {\mathcal {L}}=-{\frac {1}{4}}F^{\mu \nu }F_{\mu \nu }+{\bar {\psi }}\,(i\gamma ^{\mu }D_{\mu }-m)\,\psi }.
Lagrangianen består av följande termer:
- {\displaystyle \psi } är Diracspinorfältet, ett bispinorfält av spinn-1/2 partiklar (t.ex. elektron–positronfält).
- {\displaystyle {\bar {\psi }}=\psi ^{\dagger }\gamma ^{0}} är Diracadjungatet.
- {\textstyle \gamma ^{\mu }} är gammamatriser, även kallade Dirac-matriser.

- {\displaystyle D_{\mu }=\partial _{\mu }+ieA_{\mu }} är den gauge-kovarianta derivatan.
  - {\displaystyle \partial _{\mu }} är den vanliga partiella derivatan med avseende på rumtidskoordinaten {\displaystyle x^{\mu }}.
  - {\displaystyle e} är kopplingskonstanten, vilket är lika med den elektriska laddningen hos Diracspinorfältet.
  - {\displaystyle A_{\mu }} är den kovarianta fyrpotentialen för det elektromagnetiska fältet.
- {\displaystyle m} är massan hos spinn-1/2 partiklarna.
- {\displaystyle F^{\mu \nu }=\partial _{\mu }A_{\nu }-\partial _{\nu }A_{\mu }} är den elektromagnetiska fälttens tensor.

Utvecklingen av den gaugekovarianta derivatan ger en annan användbar form av Lagrangianen:
{\displaystyle {\mathcal {L}}=-{\frac {1}{4}}F^{\mu \nu }F_{\mu \nu }+{\bar {\psi }}\,(i\gamma ^{\mu }\partial _{\mu }-m)\,\psi -ej^{\mu }A_{\mu }},
där {\displaystyle j^{\mu }={\bar {\psi }}\gamma ^{\mu }\psi } är den bevarade U(1)-strömmen som uppkommer ur Noethers sats.

## Videare läsning
- Schweber, Silvan S. (1994) (på engelska). QED and the men who made it: Dyson, Feynman, Schwinger, and Tomonaga. Princeton series in physics, 0079-5216. Princeton, N.J.: Princeton Univ. Press. Libris 5139339. ISBN 0-691-03327-7
- Schwinger, Julian, red. Selected Papers on Quantum Electrodynamics. New York: Dover Publications. ISBN 0-486-60444-6